# 沃内
沃内（法語：Veney，法語發音：[vənɛ]）是法国默尔特-摩泽尔省的一个市镇，属于吕内维尔区。

## 地理
沃内（48°28'1"N, 6°48'48"E）面积3.45 平方千米，位于法国大東部大區默尔特-摩泽尔省，该省份为法国东北部内陆省份，是洛林的一部分，北邻比利时、卢森堡，北起顺时针与摩泽尔省、下莱茵省、孚日省和默兹省接壤。
与沃内接壤的市镇（或旧市镇、城区）包括：贝尔特里尚、梅尔维莱、讷夫迈松、瓦克维尔。

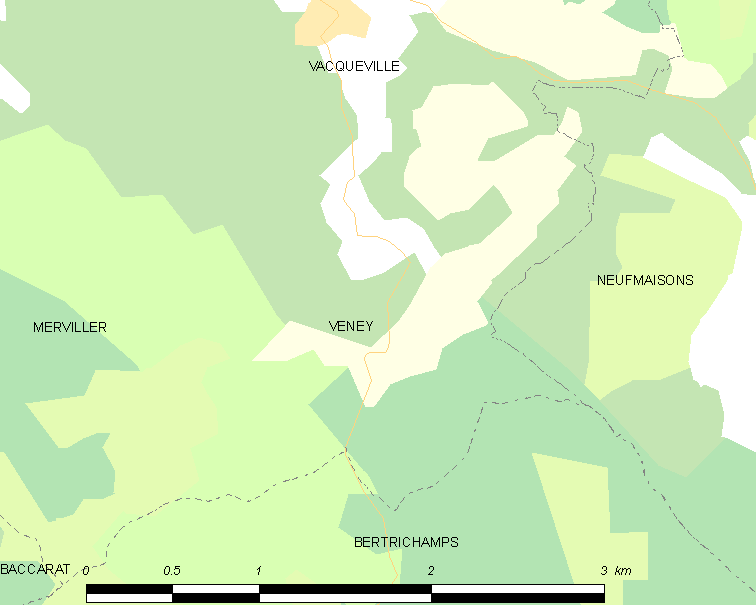
沃内的OSM定位图

沃内的时区为UTC+01:00、UTC+02:00（夏令时）。

## 行政
沃内的邮政编码为54540，INSEE市镇编码为54560。

## 政治
沃内所属的省级选区为巴卡拉县。

## 人口

1962-2008年间沃内人口变化图示

沃内于2022年1月1日时的人口数量为53人。